# Rifugio Vallaccia
Il rifugio Vallaccia è un rifugio alpino situato nel gruppo dei Monzoni, nella valle dei Monzoni (laterale alla val San Nicolò, a sua volta una laterale della val di Fassa), a quota 2275 m s.l.m. nel comune di Sèn Jan di Fassa in provincia di Trento. Il rifugio è stato costruito nel 1985 da Bernard Walter come punto d'appoggio agli escursionisti della zona. Il rifugio è aperto nel periodo estivo da inizio giugno a metà ottobre e nel periodo invernale da inizio dicembre a Pasqua.
Il rifugio può essere sia considerato una metà o come punto d'appoggio per fare la ferrata Gadotti o il sentiero attrezzato Bruno Federspiel.
Le cime principali sono la Cima Undici (in lingua Ladina Sas da le Undesc) classica sci alpinistica e facile escursione estiva, o Cima Vallaccia con i suoi 2.636 mt ha una visuale unica. Da quest'ultima è possibile ammirare 7 dei 9 gruppi del Dolomiti Unesco.

## Accessi
- Da Malga Crocifisso (1.526 m) fino alla Malga Monzoni (1.820 m), poi attraverso il sentiero 624 (classificato “E”)
- Dal rifugio Taramelli (2.040 m), attraverso il segnavia 624 (classificato "E").
- Passo San Pellegrino, attraverso il sentiero attrezzato Bruno Federspiel
- Da Moena, con la salita a Punta Vallaccia

## Ascensioni
- Punta Vallaccia (2 641 m)
- Cima Undici (2 527 m)